# Tsunemi Kubodera
Tsunemi Kubodera (窪寺 恒己?, Kubodera Tsunemi; Nakano, Tokyo, 1951) è uno zoologo giapponese noto per i suoi studi sui cefalopodi, in particolare sul calamaro gigante (Architeuthis dux).
Ha lavorato presso il National Museum of Nature and Science di Tokyo, dove ha ricoperto il ruolo di curatore emerito.
Il 30 settembre 2004, Kubodera e il suo team sono stati i primi a fotografare un calamaro gigante vivo nel suo habitat naturale, a circa 900 metri di profondità al largo delle isole Bonin, utilizzando esche e fotocamere programmate per scattare automaticamente. Due anni dopo, il 4 dicembre 2006, è riuscito a filmare per la prima volta un calamaro gigante adulto vivo. Nel luglio 2012, insieme a Steve O'Shea ed Edith Widder, ha filmato un calamaro gigante nel suo habitat naturale da un sommergibile al largo delle isole Bonin.
Oltre ai calamari giganti, Kubodera ha studiato altre specie di cefalopodi, come il calamaro Taningia danae, di cui ha osservato il comportamento di caccia e la bioluminescenza nel 2005. Nonostante il pensionamento, continua a contribuire alla ricerca scientifica e alla divulgazione, partecipando a spedizioni e documentari per approfondire la conoscenza degli abitanti degli abissi marini.